# Guadalupe Martínez de Bejarano
Guadalupe Martínez de Bejarano (¿?- ¿?, prisión de Bélen en la Cd. de México) fue una asesina en serie mexicana, que a finales del siglo XIX, asesinó brutalmente a 3 niñas. La prensa de su época la apodó como «La Temible Bejarano» o «La Mujer Verdugo».
Es uno de los primeros asesinos seriales de la historia de México (contemporánea a Felipe Espinosa y Francisco Guerrero), se era como la primera asesina en serie femenina de la que se tiene registro en México. Era una asesina organizada, hedonista motivada por satisfacción sexual, sedentaria y depredadora sexual.

## Antecedentes
No se sabe mucho con respecto a su vida privada, sólo que estuvo casada con un hombre apellidado Bejarano, y que con él procreó al menos un hijo: Aurelio Bejarano Martínez. Pertenecía a un estrato social alto o medio-alto (se intuye por su modus operandi).

## Crímenes

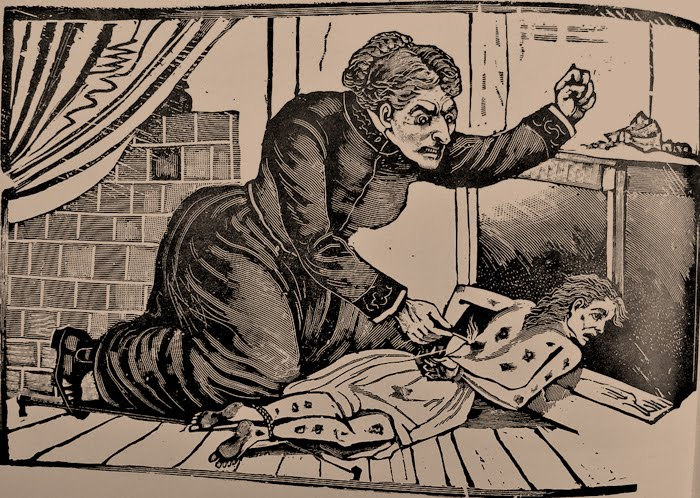
Grabado de la época, de José Guadalupe Posada, que ilustra una de las sesiones de tortura a las que la Bejarano sometía a sus víctimas.

Atraía a sus víctimas, jóvenes y niñas pobres, ofreciéndoles empleo como sirvienta en su casa. Las conducía a su domiclio, ya instaladas, mostraba sus verdaderas intenciones: las esclavizaba y sometía a tortura con marcados tintes sexuales. Disfrutaba en especial de obligarlas a sentarse desnudas sobre un brasero ardiente (silla romana), también solía colgarlas desnudas por la muñecas, con una cuerda que iba al techo, las suspendía y entonces las flagelaba con un látigo para arrear ganado. Finalmente, las dejaba morir de hambre.

### Víctimas
- Casimira Juárez: Niña asesinada en 1887 fue el primer crimen conocido de la Bejarano. Fue aprehendida y condenada por este crimen, pero la débil legislación penal de la época tan sólo la condenó a unos cuantos años de prisión.
- Guadalupe y Crescencia Pineda: Fueron dos hermanas asesinadas en 1892.[3] Bejarano acababa de salir de prisión, tras tan solo haber pasado 5 años en prisión.

## Condena y muerte
La policía detuvo a Guadalupe tras varias denuncias que hablaban sobre posibles personas secuestradas y torturadas en su casa. Pero ya era tarde, las hermanas Pineda estaban muertas tras semanas o quizás meses de abuso.
Al final de cuentas fue su propio hijo quien la hundió al identificarla como la responsable de los secuestros, vejaciones y muertes de las niñas. La Bejarano, se defendió culpando de todo a su hijo, pero no la creyeron.
La indignación pública pedía pena de muerte para la Mujer Verdugo, sin embargo, fue sentenciada a la risible condena de 10 años con 8 meses. Aurelio Bejarano también fue condenado a 2 años de prisión por su pasividad ante los hechos.
Guadalupe Martínez fue recluida en la cárcel de Belén para mujeres, su reclusión la pasó en solitario ante la amenaza que representaban las demás reclusas, quienes la aborrecían por sus terribles crímenes, donde murió por causas naturales antes de que su condena se cumpliera.

## Obras artísticas inspiradas en ella
A pesar de lo terrible de sus crímenes, el nombre de Guadalupe Martínez de Bejarano se ha ido olvidando con el tiempo, hasta el grado de ser muy poco conocida actualmente. Aunque en su época su caso levantó revuelo y sirvió de inspiración a grabadores y compositores:
El grabador José Guadalupe Posada publicó varias ilustraciones sobre el caso, actualmente son estás las más reconocidas. El escritor y editor Antonio Vanegas Arroyo, por su parte compuso el "Corrido de La Temible Bejarano".

## Más bibliografía
- Garza, James Alex; El lado oscuro del Porfiriato: sexo, crímenes y vicios en la Ciudad de México. México: Ed. Aguilar, 2008; Págs. 304; ISBN 9789705804960.

- Datos: Q5886943